# Shade (personaje)
Richard Swift (conocido como Shade y en español como La Sombra) es un villano ficticio desarrollado en la década de 1940 por DC Comics, apareciendo por primera vez en las páginas de los cómics de Flash en una historia titulada «El hombre que comandó la Noche», con el guion de Gardner Fox e ilustrado por Hal Sharp. Debutando como un villano, era el más conocido por la lucha contra dos generaciones de superhéroes, sobre todo la edad de oro y la edad de plata de las historietas en las versiones del Flash. Con el tiempo se convirtió en un mentor para Jack Knight, el hijo de Starman Ted Knight. En 2009 fue elegido por el portal IGN para el puesto número 89 en el ranking de El Mayor Villano de Todos los Tiempos.
Shade hizo su primera aparición en vivo en la tercera temporada de The Flash interpretado por Mike McLeod. Shade aparece en el final de la temporada uno del programa de servicio de transmisión de DC Universe Stargirl y aparece en la segunda temporada en la red The CW, interpretado por Jonathan Cake.

## Biografía del personaje
Sombra tienes sus alias, además de sacar su fuentes de alimentación del poema épico de Dante Alighieri la Divina Comedia, específicamente su primer libro, «inferno», que describe los nueve anillos del infierno. Este poema es la representación más citados del Infierno, y los diversos personajes de la historia que se refiere como «la sombra» son referencias a la oscuridad perpetua del mismo infierno. En el cómic el villano The Shade usa su poder en la noche perpetua para echar un manto de oscuridad sobre diversas partes del mundo. En la oscuridad, el mal triunfa.

## Historia de la publicación

### Pre-Crisis
La sombra se introdujo en Flash Cómics #33 en 1942, como un villano para el flash original del Siglo de Oro. Se le representaba como un ladrón que podría manipular las sombras con un bastón mágico. Luchó tanto con el flash de la Edad de Oro, como con su homólogo de la edad de plata Barry Allen. Fue miembro de varios equipos de supervillanos, incluyendo la Sociedad de la injusticia. Sombra era uno de los tres villanos utilizados para la primera reunión de los dos héroes en el famoso «destello de dos mundos», que reintrodujo la Edad de Oro de Flash a la edad de plata. Fue encarcelado junto con el Asistente y violinista. En la historia «Crisis en la Tierra-S» (Justice League of América #136) con el doctor Luz que hace que la noche y la oscuridad perpetua estén a uno y al otro lado del planeta, pero se encontró con Bulletman y Hawkman.

### Post-Crisis
Sombra volvió en forma impresa en 1986, como miembro de la nueva encarnación de la Asistente de la Sociedad de la injusticia. La siguiente aparición de sombra es en una historia de flashback en Secret Origins #50 (1989), que presentó una post- crisis, recuento de "The Flash de dos mundos".

### Hora Cero
Después de la hora cero, el origen de sombra fue cambiado drásticamente. Sombra es presentado como un joven caballero inglés llamado Richard Swift, del año 1838. Una noche en Londres, Swift está atrapado en medio de una tragedia mística inexplicable, en el que murieron 104 personas. El efecto más inmediato sobre él es la pérdida permanente de sus recuerdos anteriores al incidente. Coincidentemente, un transeúnte llamado Piers Ludlow se ofrece a tomar a Swift mientras se recupera. Todo el asunto es arreglado; la familia de Ludlow es en realidad una banda de asesinos y estafadores, que han crecido ricos matando a sus socios de negocios ricos y luego matan a un vagabundo en las proximidades para dar la impresión de un robo/homicidio fallido. Antes de que puedan hacer de Swift su próximo chivo expiatorio, el libera a sus sombras, matando a todos los Ludlows presentes. Solo un joven pareja de gemelos, ausentes en ese momento, sobreviven. La siguiente noche Swift se encuentra con uno de sus verdaderos amigos, el autor Charles Dickens.
Décadas más tarde, Swift es emboscado por Rupert Ludlow, uno de los gemelos sobrevivientes. Ruport y su hermana han estado tramando su venganza durante años, yendo tan lejos como para criar a sus hijos como futuros asesinos. Aunque gravemente herido, Swift logra matar a Ludlow, ya que su poder de sombra lo ha hecho inmortal y resistentes a las lesiones. Después, deja Inglaterra y comienza una carrera como un aventurero/ asesino/observador de la vida, que abarca continentes enteros y lo lleva a muchas aventuras. Durante el viaje, se encuentra con Brian Savage (Scalphunter) y la visita a la ciudad de Opal por primera vez. Se establece en Opal, adquiriendo bienes raíces y en generalmente viviendo bien, incluso encontrándose con Oscar Wilde. Durante sus viajes, conoce a una inmortal similar al nacido del mismo incidente y teniendo sus mismos poderes, un enano con el nombre de Simon Culp, quien se convierte en su enemigo mortal.
Durante todas las escapadas de sombra, que es perseguido por los Ludlows, a los que mata por docenas. Estando a punto de morir por uno de los Ludlow, Marguerite Croft, él se enamora de ella en París durante los años treinta. Ella trata de matarlo con veneno, pero no tiene éxito. Shade sobrevive y se ve obligado a matar a Marguerite cuando ella confiesa que aunque ella lo ama, su lealtad a su familia la obligaría a hacer más atentados contra su vida. Esto deja a sombra con un sentido de la depresión general y la sensación de que nunca podría amar de nuevo. Debido a esto y la muerte de Brian Savage, el reanuda sus actividades como un asesino.
Durante la Segunda Guerra Mundial, abandona América para defender Inglaterra, y combate contra Simon Culp nuevo. La Explosión de una bomba hace que el cuerpo de Culp se fusione en el interior del cuerpo de Shade. Sin darse cuenta de esto, sombra vuelve a Keystone City. Esta fue la época de la Edad de Oro de los Héroes, y de todos ellos el elige a Jay Garrick, el primer flash, como su adversario. Durante este tiempo, Culp es capaz de afectar sutilmente el comportamiento de sombra, incluso es capaz de hacerse cargo del cuerpo de Shade completamente cuando este está cansado.
Cuando el flash se retira en la década de 1950, un nuevo héroe llamado la Araña toma su lugar. Shade investiga los antecedentes de araña y descubre que es a la vez un criminal (usando su papel para deshacerse de la competencia) y un Ludlow de nacimiento. El movimiento de Ludlow a Keystone City era parte de su plan para matar a sombra. Shade mata a la araña, y rescata a Flash y su esposa de un intento de asesinato.
Durante la década de 1960 Shade se une brevemente con el Doctor Fate para acabar con una de las empresas criminales de Culp, una organización mística llamada Wise Fools, que deseaba repetir el ritual que lo creó invocando una burbuja salvaje e incontrolada de sombra. Sin darse cuenta de que la conciencia de Culp es en realidad la de sombra, él y Dr. Fate destruir la operación y lanzan la burbuja en una dimensión vacía (donde sigue creciendo en poder y tamaño). Todo esto fue parte del gran plan de Culp, que casi culmina en la destrucción de la ciudad de Opal.

### Starman
James Robinson le dio al personaje un papel protagonista en su nueva serie Starman en 1994. En el arco de la primera historia, Sins of the Father, Jack cree que Shade es su enemigo cuando secuestra al padre de Jack, el veterano Starman Ted Knight, por orden de los Senil Mist, que desea un enfrentamiento final. Más tarde Shade traiciona a Mist al aliarse con la Familia O'Dare, un clan de policías que ayudan a Jack en memoria de su padre Billy O'Dare, un policía que a menudo había asistido al Starman original. Shade, con O'Dares, asalta el escondite de Mist y rescata a Ted Knight. Shade luego hace amistad con la "oveja negra" de la familia, Matt O'Dare.
Gran parte del pasado de Shade se revela a través de entradas de diario incluidas en los cómics de Starman, incluyendo los temas llamados "Tales of Times Past". A menudo tratan con diferentes Starmen, incluido el padre de Jack Ted, así como otros personajes de los mitos de Starman como Brian Savage. Hubo un total de 10 "Times Past" problemas en la serie de 80 temas. Los "extractos" del diario de Sombra reemplazaron a menudo la columna de las cartas de Starman, dando frecuentemente el fondo adicional relacionado con la historia o el fondo en las motivaciones de Sombra. Estos extractos se escriben como prosa, en contraposición a un estilo cómico más tradicional, con ilustraciones ocasionales, y como entradas de diario escritas por el propio Shade en diferentes puntos de su existencia.
Shade participa activamente en una aventura de Jack con un demonio escondido dentro de un cartel que puede tomar a personas inocentes y arrastrarlas al infierno. A Shade no le agrada Merritt, el guardián humano del cartel, que ha ganado la inmortalidad para la protección de este, y fue la inspiración para la imagen de Wilde de Dorian Gray. En una pelea por la posesión del cartel, Matt O'Dare es arrastrado dentro y Shade lo sigue. Dentro del cartel, Shade, Jack y Matt por separado acuerdan vender sus almas a cambio de la liberación de todas las almas contenidas dentro. El demonio, incapaz de aceptar un trato desinteresado, se ve obligado a liberar a todos (pero toma el alma de Merritt en su lugar). Matt decide empezar una nueva hoja y dejar su pasado torcido detrás de él. Shade lo ayuda en sus esfuerzos, influenciado por la revelación O'Dare es el reencarnado Lawman Scalphunter, un viejo amigo.
Un punto particularmente importante en la vida de Shade llega cuando se encuentra con el demonio lord Neron. Neron le ofrece poder, ya que quiere tener muchos supervillanos bajo sus órdenes, para aumentar más su energía. Shade ve poco uso en la oferta de Neron, ya que no tiene necesidad de aumentar su ya considerable riqueza, no ve ninguna forma de aumentar el poder de sus sombras, el ya es inmortal. Neron, enojado por su rechazo, jura vengarse de Shade.
Con los años los ataques de Ludlow han disminuido. Esto dura hasta que la esposa del último Ludlow lo llama para hablar a su marido de intentar un ataque que ciertamente le costaría la vida. Shade habla de Ludlow sobre perseguir la venganza de su familia, enterrando un legado de odio que ha durado más de ciento cincuenta años.
Otro punto notable durante la carrera de la serie llegó cuando Génesis golpeó el universo DC. En una confrontación entre Starman, Matt O'Dare, Linterna Verde y el Infernal Doctor Pip, en la que Pip casi explota una gran parte de un rascacielos en Opal, Shade aparece en el último minuto y atrae a Pip hacia las Tierras Oscuras, que sirven como su fuente de energía, antes de que la bomba pueda explotar.
En varias ocasiones, Culp es capaz de tomar el control o influenciar sutilmente a Shade. En un punto, Culp toma el control completo para hablar con Jack, en el proceso de cometer un error sobre el nombre de una historia de Wilde. Alrededor del tiempo Jack vuelve del espacio en el arco de la historia "Stars, My Destination", Culp es capaz de asumir el control total sobre el cuerpo de Shade durante un período prolongado de tiempo y encarcelar o neutralizar la mayoría de los héroes de Opal City en un intento de saquear y destruir Opal - sin otro motivo que destruir lo que más le importa a Shade. Recogiendo un ejército de villanos a quienes Jack ha luchado durante el transcurso de la serie, Culp absorbe los poderes de Shade, además de la sombra que Shade y el Doctor Fate habían exiliado décadas antes, para lanzar un hechizo que le permitiera atrapar a Opal City en un impenetrable Burbuja de sombra y forzar una confrontación con los héroes de la ciudad. Muchos de los supervillanos que ayudan a Culp han sido reunidos por Neron, la todavía vengativa hija de la Niebla, o uno de los últimos Ludlows en existencia, el hijo del falso héroe Araña. Esta historia es el clímax de la serie, contada en el arco "Grand Guignol".
Shade finalmente es capaz de echar fuera a Culp, perdiendo sus poderes de sombra en el proceso. Culp intenta comprar su libertad amenazando a la niebla más joven, pero es asesinado por la niebla mayor. Este es un punto de inflexión para Shade, ya que ahora tiene la libertad de elección, y es capaz de decidir si desea permanecer como un villano o convertirse en un verdadero héroe. Él está presente en el enfrentamiento final con la niebla y sale del edificio con Ralph Dibny, Jack, y Theo Kyle Knight.

### Flecha Verde y JLA
Desde el final de la serie Starman, Shade ha hecho apariciones en varias series cómicas, incluyendo Flecha Verde y JSA y se enumeró junto a villanos mágicos como Félix Fausto y Circe. También tiene una breve aparición en el Brave New World de DC en 2006. Durante la Crisis Infinita, se le ve usando sus poderes para ayudar a los ciudadanos de Opal protegiendo los edificios en los que se encuentran (aunque, en un comentario lleno de su cínico de marca, comenta No lo estoy haciendo para salvar a los propios ciudadanos, sino, más bien, está "salvando la arquitectura").

### Liga de la justicia: Cry For Justice
Aparece en la Liga de Justicia: Cry for Justice, esperando a su viejo rival Jay Garrick en su casa. Informa a Garrick que el supervillano insano Prometheus ha ordenado una serie de ataques a varios superhéroes (incluyendo a Batwoman, Barry Allen, Crimson Avenger y Stargirl) con el fin de distraerlos de un plan maestro siniestro. Shade acompaña a Jay a la Atalaya de la JLA con el fin de advertir a los otros héroes de la condena inminente. Él y Jay llegan a la Atalaya justo cuando Prometeo (que se había disfrazado de Freddy Freeman y derrotó a toda la Liga) intenta escapar. Aunque Jay fue fácil de derrotar, sombra resulta difícil de derrotar (ya que técnicamente no es un "héroe", lo que significa que Prometheus no tiene ningún archivo sobre cómo detenerlo), y finalmente termina deteniendo a Donna Troy de matar al supervillano después de que ha sido Golpeado en la sumisión. Más tarde, Shade crea un portal que le da a Green Arrow el acceso a otra guarida de Prometeo, donde el arquero mata a Prometeo en venganza por Star City, el desmembramiento de su ex protegido Flecha Roja y la muerte de la hija de flecha roja.

### Blackest Night
Durante la Blackest Night, Shade está en una relación con Hope O'Dare, y afirma que está enamorado de ella. Después de una noche de sexo, Shade y Hope se enfrentan con David Knight, reanimado como una linterna negra. David arranca el corazón de Shade, pero, debido a sus poderes, sobrevive, incapaz de ser asesinado y resistiendo el llamado de un anillo negro que busca convertirlo en otro no-muerto. Después de que David amenaza con matar a Hope y más tarde a Jack, Shade enfurecido utiliza sus poderes para atrapar a Linterna Negra dentro de las Tierras Sombrías después de desacreditar Linterna con burla, diciendo "no tiene luz propia" y usa su propia Corazón como un canal para atarlo y desterrarlo. Posteriormente, Hope admite que ella también ama a Shade, y se apartan de la escena de la batalla.
Poco después de los acontecimientos de Blackest Night, Shade es abordado por Hal Jordan y Barry Allen, y los lleva a la Zona Fantasma donde encuentran el cadáver podrido de Prometeo.
Fue anunciado por Robinson en 2010 que una serie solista se estaba desarrollando. La serie, escrita por Robinson y dibujada por Cully Hamner, se lanzó a finales de 2011 y se trató de Shade y sus descendientes, volviendo a varios puntos de su vida mientras viajaba por el mundo tratando de encontrar quién está detrás de un complot para matarlo.

### Brightest Day
Durante el día más brillante, Jay Garrick llega a la casa de Shade con el Doctor Medianoche, Sebastián Faust y Wildcat para ver si puede ayudar a rastrear a Obsidian que estaba desaparecido, que posee habilidades similares a las de Shade. Después de entrar en la casa, los miembros de la JSA encuentran a Obsidian y al Doctor Fate de pie sobre el cuerpo comatoso de Sombra. Obsidian, ahora poseído por una entidad cósmica conocida como Starheart, les dice a los héroes que Shade les habría dicho sus «secretos», y que Starheart ordenó que él y Fate lo silenciaran. Tras la derrota del Starheart, Congorilla menciona que Shade ha estado desaparecido desde su asalto a manos de Obsidian, y que nadie ha podido contactarlo.
La desaparición de Shade se explica poco después de esto, cuando se revela que había sido capturado y lavado el cerebro por Eclipso. Al darse cuenta de que Shade podría cambiar el rumbo de la batalla, Saint Walker envía al Átomo y Starman dentro de su cuerpo para combatir los efectos del lavado de cerebro de Eclipso. Los héroes se las arreglan para liberar la mente de Shade, y él se vuelve contra Eclipso y finalmente ayuda a la Liga de la Justicia a derrotar al villano de una vez por todas.

### Los Nuevos 52
Shade aparece en una serie de doce ediciones después de sobrevivir a un intento de asesinato, Shade viaja por el mundo para descubrir a la gente detrás de él. A lo largo del camino trata con su pasado ante las sombras, así como los encuentros que tuvo con sus descendientes a través de los años. También se explica cómo se conoció por primera con Culp, y exactamente cómo ganó los poderes que lo convirtieron en sombra.

### Futuros Posibles
Durante el arco de la historia de Starman, Jack es lanzado por un pasillo sombrío creado por una sombra futura a través del tiempo y el espacio en un futuro donde los poderes de Shade lo alcanzan debido a una enfermedad que Culp le había infectado durante su batalla final. Su sombra comienza a expandirse en el universo y amenaza áreas protegidas por la Legión. Rescatándolo, el futuro Shade explica cómo Jack puede ser capaz de impedir que suceda nunca usando su vara cósmica en él en el pasado. Más tarde abre otro portal de tiempo para permitir a Jack viajar a través del tiempo otra vez para llegar a su destino, Throneworld. En la edición final de Starman, Jack aparentemente es capaz de detener la enfermedad antes de que tenga la oportunidad de afectar a Shade; Si esto realmente cambia el futuro nunca se revela.
Starman Annual # 1 muestra un posible futuro para Shade como el protector de un planeta utópico miles de años desde el presente. Al igual que con el Shade actual, le gusta contar cuentos de su pasado. La tecnología del planeta y, posiblemente, el propio planeta parecían fabricarse casi por completo con la tecnología Cosmic Rod inspirada por Starman y su legado.

## Poderes y habilidades
Shade es en la actualidad uno de los mejores, si no el último, canalizador de la energía de la Tierra Oscura, una masa extradimensional casi consciente de la oscuridad maleable. Se puede utilizar para diversos efectos, tanto como una ausencia de luz y una sustancia sólida: se puede invocar y controlar "demonios", invocar y disipar los escudos y las zonas de oscuridad total, crear todo tipo de construcciones de sombras, transportarse a sí mismo y otros a través de ella a grandes distancias, y puede, si es necesario, utilizar como una dimensión de prisión. La oscuridad en sí puede ser disipada por explosiones lo suficientemente brillantes de luz o energía. Con el tiempo, su experiencia con las sombras le permite crear corredores a través del tiempo. El Dr Fate comentó una vez que incluso El Espectro tendría serias dificultades para hacer frente Shade, posiblemente debido al origen de sus poderes (el antiguo reino de una entidad divina a la par con Dios). Él es muy resistente a los daños, como se ve cuando una bomba de demolición cae sobre él, dejándolo solo ligeramente aturdido. Incluso con el corazón arrancado de su pecho por la linterna Negro David Knight, permaneció vivo y no puedo morir.
Su única debilidad (si se puede llamar así) es el hecho de que si pierde su sombra, se vuelve vulnerable. Sin embargo, esto solo puede ocurrir si un sobreviviente del mismo evento en 1838 le drena de la misma, o en el caso de una luz suficientemente fuerte como para rodear por completo, hasta el punto de que no es capaz de proyectar una sombra.

## Inspiración del personaje
Historia de Charles Dickens La tienda de antigüedades cuenta con un rastrillo inglés llamado Richard, y un enano nombrado Quilp. En continuidad, se sugiere que la historia de Shade inspiró a Dickens a escribir The Old Curiosity Shop. James Robinson ha indicado que él dibujó una cierta inspiración para los mgestos de sombra y los patrones de habla desde el escenario y la pantalla británica del actor Jonathan Pryce.

## Otras versiones
- En la Tierra-33, hay un mago llamado Shade, con los mismos poderes que el universo principal Shade. Él es un miembro de la Sociedad de chamanes.[30]
- Sombra (posiblemente de la Tierra-3). Una versión alternativa de la heroína Nightsahde, comparte con él su tocayo y todos sus poderes, y lleva un sombrero de copa y un bastón. Ella fue asesinada por Eve of the Shadows, otra contraparte de Nightshade. Existe la posibilidad de que Sombra sea en realidad una versión femenina de Sombra del mundo Tierra-11 invertido por género.[31]

## En otros medios

### Televisión

#### Animación
- Shade aparece en la DCAU, con la voz de Stephen McHattie.[32]
  - Shade apareció por primera vez en el episodio en dos partes de la Liga de la justicia "Injusticia para todos", con la voz de Stephen McHattie. Los poderes de esta versión son un producto de su persona, al igual que en sus años pre-Robinson. En su primera aparición es miembro de la Banda de la Injusticia de Lex Luthor. En "Furia" Shade aparece como miembro de la banda de la injusticia de Aresia. En "Sociedad Secreta" Shade es reclutado en la Sociedad Secreta de Gorilla Grodd. Por este tiempo, él es escéptico de su éxito debido a ver que tales esfuerzos fallaron dos veces en el pasado. Se siente atraído por Giganta, que parece devolver su afecto. Durante este tiempo, él ha aprendido las artes marciales y es capaz de sostener su propia confrontación contra Batman (aunque solo brevemente). La Sociedad Secreta de Grodd es derrotada por la Liga de la Justicia en un campo de fútbol frente a miles de personas, Shade afirma que "sabía que esto no funcionaría" antes de intentar huir y ser detenido por Batman.
  - Shade aparece también en la serie de la Liga de la Justicia Ilimitada, Shade no hace apariciones de habla y se une a una cuarta organización contra la Justicia, la nueva sociedad secreta del gorila Grodd, más tarde adquirida tomada por Lex Luthor. Sombra aparece por última vez en la serie en el episodio "Vivo", donde los lados cambian contra Luthor durante el motín dirigido por Grodd. Durante el motín, sombra y los otros villanos que se opusieron a Luthor son congelados por Killer Frost y escapan cuando Darkseid es revivido y luego destruye la nave espacial de la Legión.
- Shade aparece en Young Justice: Outsiders, con la voz de Joel Swetow.[32] y con una apariencia inspirada en su encarnación de la Liga de la Justicia. Shade fue una parte involuntaria de la operación de tráfico de metahumanos de Simon Stagg antes de ser liberado por Cheshire.

#### Acción en vivo
- Shade aparece en The Flash, interpretado por Mike McLeod. Esta versión de Shade es un hombre sin nombre que tiene el poder de hacer vibrar su cuerpo hasta el punto en que se asemeja a una sombra gigante de diferente longitud. En su episodio homónimo, es enviado por Doctor Alchemy para atraer a Flash fuera de S.T.A.R. Labs para que Alchemy pueda corromper a Wally West. Shade distrae al velocista atacando el parque, pero Flash y su equipo lo derrotan al iluminarlo con varias luces del automóvil antes de anular sus poderes con esposas amortiguadoras de energía.
- Shade aparece en Stargirl interpretado por un actor no acreditado en la primera temporada y Jonathan Cake en la segunda temporada.[33] Esta versión fue originalmente un ladrón, estafador y empleado por una camarilla llamada Hombres de Lágrimas en el siglo XIX. Swift adquirió el Diamante Negro para su plan de convocar y atar a Eclipso a su voluntad, pero lo traicionaron al intentar usarlo como sacrificio. Sin embargo, sin que los Hombres de las Lágrimas lo supieran, el Black Diamond Swift que les dio era una falsificación y Eclipso ya estaba vinculado a la versión real, lo que provocó que el ritual se estropeara y se abriera una puerta a las Tierras Sombrías. La energía resultante que emergió entró en Swift y le otorgó sus poderes. A fines del siglo XX, Swift se alineó con la Sociedad de la Injusticia (ISA) como parte de un "arreglo temporal" a pesar de ver a su líder Icicle como una locura. En el episodio piloto, Swift se unió a la ISA para atacar a la Sociedad de la Justicia de América (JSA), durante el cual fingió luchar e intentó salvar al Doctor Mid-Nite, pero lo perdió accidentalmente en las Tierras Sombrías. En el episodio "Wildcat", Icicle y Rey Dragón discuten cómo Swift había traicionado a la ISA de una manera actualmente desconocida. En el episodio "Stars and STRIPE" Pt. El 2 de enero, Swift, sin sentirse impresionado, ve un informe de noticias sobre las secuelas del fallido ataque de su antiguo grupo desde el escondite abandonado de la ISA. En la segunda temporada, Swift llega a Blue Valley para encontrar el Diamante Negro. Después de ser confrontado por la JSA de Stargirl, Swift revela sus razones para estar con la ISA, niega haber matado a Mid-Nite y exige que lo dejen solo, alegando que se irá en paz una vez que obtenga lo que quiere. Mientras se produce una batalla, Swift somete a los héroes antes de escapar. En una confrontación posterior, le revela a Stargirl que Eclipso asesinó a Rebecca, la hija de Mid-Nite. Después de recibir ayuda de la madre de Stargirl, Barbara Whitmore, Injustice Unlimited en un intento de destruir el Diamante Negro. Sin embargo, Stargirl sin darse cuenta lo rompe y libera a Eclipso, quien obliga a Swift a huir. Finalmente, Swift resurge para ayudar a Stargirl a reconstruir el Diamante Negro, alegando que puede usarse para atrapar a Eclipso una vez más. Más tarde revela su engaño, usando el diamante para fortalecer sus poderes y convocar a Eclipso, quien envía a Stargirl a las Tierras Sombrías. Posteriormente, Swift busca un teatro a oscuras para recuperarse. Sin embargo, Barbara y su esposo Pat Dugan lo encuentran y lo convencen de que abra un portal a las Tierras Sombrías para que Stargirl, Mid-Nite y Cindy Burman puedan escapar. El esfuerzo aparentemente mata a Swift, quien se disipa en una nube de energía oscura. Sin embargo, más tarde regresa para ayudar a la JSA a derrotar a Eclipso. En la tercera temporada, Shade recluta a Courtney y Pat para ayudar a Jennie-Lynn Hayden a reunirse con su hermano Todd Rice, a quien toma bajo su protección. Diez años después, encuentra trabajo como guía turístico en un museo de la JSA.

### Videojuegos
Shade aparece como un personaje jugable en Lego DC Super-Villains, con la voz de Christopher Swindle.